# Kalenderi
Kalenderi (szerbül: Календери), falu Bosznia-Hercegovinában, Bosanska krajina területén, Kostajnica községben, a Szerb Köztársaságban. 

## Fekvése
Bosznia-Hercegovina északnyugati részén, Banja Lukától légvonalban 65, közúton 86 km-re északnyugatra, községközpontjától légvonalban 6, közúton 7 km-re délre, a Strigova jobb partjától keletre fekvő dombvidéken, a Kalendrevac, Javorova, Lugaruša és Studena-patakok völgyei által szabdalt területen, 200 – 350 méteres tengerszint feletti magasságban fekszik. A Gornji-fennsík területén, annak dombos részén található. Falusias jellegű, szétszórt település. A település területét erdők és ligetek, szórványrétek, kukoricával, zabbal és árpával bevetett szántók tarkítják. Főbb településrészei Kalenderi, Lišćine, Maleši és Risevići.

## Népessége
| Nemzetiségi csoport | Népesség 1991 | Népesség 2013 |
| ------------------- | ------------- | ------------- |
| Szerb               | 171           | 101           |
| Bosnyák             | 0             | 0             |
| Horvát              | 0             | 0             |
| Jugoszláv           | 3             | 0             |
| Egyéb               | 2             | 1             |
| Összesen            | 176           | 102           |

## Története
A Crkvina nevű lelőhelyen talált falmaradványok és temető maradványainak tanúsága szerint területe már a középkorban is lakott volt. A középkori településnek valószínűleg a az oszmán hódítás vetett véget. A település 1878-ig tartozott az Oszmán Birodalomhoz, ekkor a berlini kongresszus határozata alapján az Osztrák-Magyar Monarchia része lett. 1879-ben az első osztrák-magyar népszámlálás során a Kostajnicai járáshoz tartozó Kostajnica község részeként a településnek 38 háztartása és 244 ortodox szerb lakosa volt. 1910-ben a Kostajnicai járásba tartozó Pobrgjani községbe tartozó faluban, 73 háztartást, 492 ortodox szerb, 5 muszlim és 1 katolikus lakost találtak.A monarchia szétesésével 1918-ben előbb a Szerb-Horvát-Szlovén Királyság, majd 1929-től a Jugoszláv Királyság része. 1921-ben a községnek 82 háztartása és 533 lakosa volt. Jugoszlávia megszállása után a falu a Független Horvát Állam (NDH) része lett. 1945-től a település a szocialista Jugoszlávia része volt. A Bosznia-Hercegovinában zajló polgárháború idején a település a Boszniai Szerb Köztársaság része volt. A daytoni békeszerződést követő területfelosztásnál a település, Kostajnica község részeként a Szerb Köztársaság területéhez került.

## Gazdaság
A település lakossága elsősorban saját szükségleteik kielégítésére, mezőgazdasággal, azon belül extenzív mezőgazdasággal foglalkozik. Bizonyos területeken kukoricát, árpát és zabot vetnek, és állatállományt, például házi marhahúst, juhot és kecskét nevelnek. Néhány helyi lakos gyümölcstermesztéssel is foglalkozik, almát, körtét stb. termesztenek.

## Oktatás
A 2009/10-es tanévben a létszámcsökkenés miatt megszűnt a Kalenderi általános iskola, amely területi iskolaként működött. Az iskola épülete jelenleg alternatív szálláshelyként működik.

## Nevezetességei
- Crkvina – középkori templom falmaradványai, körülötte temető maradványaival. Az épületfalak korát illetően némi bizonytalanság van. Korát a 14. – 15. századra teszik.[5]

## Fordítás
- Ez a szócikk részben vagy egészben  a(z)   Календери című szerb Wikipédia-szócikk ezen változatának fordításán alapul.  Az eredeti cikk szerkesztőit annak laptörténete sorolja fel. Ez a jelzés csupán a megfogalmazás eredetét és a szerzői jogokat jelzi, nem szolgál a cikkben szereplő információk forrásmegjelöléseként.